# The Best of Depeche Mode Volume 1
The Best of Depeche Mode Volume 1 es una compilación de éxitos del grupo inglés de música electrónica Depeche Mode, publicada en 2006.
Como las anteriores recopilaciones del grupo esta es una colección de sencillos, aunque la primera titulada “Lo Mejor de”, además, el orden de las canciones es totalmente arbitrario y no cronológico como en aquellas. En promoción de la colección, adicionalmente se incluyó un tema inédito.
Su nombre indica que habría por lo menos un segundo volumen de la colección The Best of, pero desde su aparición se manejó la información de que el título era solo decorativo y el disco fue único, aunque bien pueden transcurrir años para que se publique un segundo volumen.

## Listado de canciones
La colección apareció en cuatro ediciones, la estándar en disco compacto, en edición de lujo con el DVD The Best of Depeche Mode videos, en triple disco de vinilo y en streaming.

### Edición enCD
Los temas aparecen, casi todos, en sus versiones de 7 pulgadas, es decir, versiones regulares como sencillos.
| The Best of Depeche Mode - Volume 1 |                                          |          |  |
| N.º                                 | Título                                   | Duración |  |
| 1.                                  | «Personal Jesus» (1989)                  | 3:47     |  |
| 2.                                  | «Just Can't Get Enough» (1981)           | 3:43     |  |
| 3.                                  | «Everything Counts» (1983)               | 4:01     |  |
| 4.                                  | «Enjoy the Silence» (1990)               | 4:18     |  |
| 5.                                  | «Shake the Disease» (1985)               | 4:51     |  |
| 6.                                  | «See You» (1982)                         | 4:01     |  |
| 7.                                  | «It's No Good» (1997, versión del álbum) | 5:58     |  |
| 8.                                  | «Strangelove» (1987)                     | 3:46     |  |
| 9.                                  | «Suffer Well» (2005)                     | 3:52     |  |
| 10.                                 | «Dream on» (2001)                        | 3:51     |  |
| 11.                                 | «People Are People» (1984)               | 3:37     |  |
| 12.                                 | «Martyr»                                 | 3:25     |  |
| 13.                                 | «Walking in My Shoes» (1993)             | 5:00     |  |
| 14.                                 | «I Feel You» (1993)                      | 4:35     |  |
| 15.                                 | «Precious» (2005, versión del álbum)     | 4:09     |  |
| 16.                                 | «Master and Servant» (1984)              | 3:59     |  |
| 17.                                 | «New Life» (1981)                        | 3:46     |  |
| 18.                                 | «Never Let Me Down Again» (1987)         | 4:20     |  |

### Edición de lujo
La colección apareció también en una edición de lujo como disco doble. El primero es el mismo CD de la colección The Best of, el segundo es un DVD con algunos de los mejores videos de la trayectoria de Depeche Mode, pero son videos incluso de temas distintos a los que aparecen en el CD, además el orden de los videos es estrictamente cronológico.
Lo único que cambia es el color de la flor en la portada. En principio, el DVD no apareció unitariamente; de modo posterior se publicó por separado en algunos mercados.
El disco uno es la colección estándar The Best of Depeche Mode Volume 1, el disco en DVD contiene:

| Disco dos, DVD The Best of Depeche Mode Videos |                                             |          |  |
| N.º                                            | Título                                      | Duración |  |
| 1.                                             | «Just Can't Get Enough» (video, 1981)       | 3:41     |  |
| 2.                                             | «Everything Counts» (video, 1983)           | 3:59     |  |
| 3.                                             | «People Are People» (video, 1984)           | 3:39     |  |
| 4.                                             | «Master and Servant» (video, 1984)          | 3:50     |  |
| 5.                                             | «Shake the Disease» (video, 1985)           | 4:46     |  |
| 6.                                             | «Stripped» (video, 1986)                    | 3:44     |  |
| 7.                                             | «A Question of Time» (video, 1986)          | 4:04     |  |
| 8.                                             | «Strangelove» (video, 1987)                 | 3:48     |  |
| 9.                                             | «Never Let Me Down Again» (video, 1987)     | 4:25     |  |
| 10.                                            | «Behind the Wheel» (video, 1987)            | 4:13     |  |
| 11.                                            | «Personal Jesus» (video, 1989)              | 3:45     |  |
| 12.                                            | «Enjoy the Silence» (video, 1990)           | 4:35     |  |
| 13.                                            | «I Feel You» (video, 1993)                  | 4:35     |  |
| 14.                                            | «Walking in My Shoes» (video, 1993)         | 5:03     |  |
| 15.                                            | «In Your Room» (video, 1993)                | 4:50     |  |
| 16.                                            | «Barrel of a Gun» (video, 1997)             | 5:28     |  |
| 17.                                            | «It's No Good» (video, 1997)                | 4:18     |  |
| 18.                                            | «Only When I Lose Myself» (video, 1998)     | 4:14     |  |
| 19.                                            | «Dream on» (video, 2001)                    | 3:41     |  |
| 20.                                            | «I Feel Loved» (video, 2001)                | 3:36     |  |
| 21.                                            | «Enjoy the Silence 04» (video, 2004)        | 3:27     |  |
| 22.                                            | «Precious» (video, 2005)                    | 4:11     |  |
| 23.                                            | «Suffer Well» (video, 2005)                 | 3:51     |  |
| 24.                                            | «The Best of Depeche Mode» (un breve filme) | 30:14    |  |

### Edición enLP
Desde 1993 todos los discos de Depeche Mode se continuaron editando en Europa también en formato de vinilo, el caso del LP The Best of - Volume 1 resultó notablemente distinto a la versión en CD pues es presentado no en uno sino en tres discos con los dieciocho temas del volumen, y cuyos lados están ordenados alfabéticamente del A al F, con los temas numerados del 1 al 3 en cada lado.
Disco 1
| Lado A |                         |          |  |
| N.º    | Título                  | Duración |  |
| 1.     | «Personal Jesus»        | 3:47     |  |
| 2.     | «Just Can't Get Enough» | 3:43     |  |
| 3.     | «Everything Counts»     | 4:01     |  |

| Lado B |                     |          |  |
| N.º    | Título              | Duración |  |
| 1.     | «Enjoy the Silence» | 4:14     |  |
| 2.     | «Shake the Disease» | 4:51     |  |
| 3.     | «See You»           | 3:57     |  |

Disco 2
| Lado C |                |          |  |
| N.º    | Título         | Duración |  |
| 1.     | «It's No Good» | 5:58     |  |
| 2.     | «Strangelove»  | 3:46     |  |
| 3.     | «Suffer Well»  | 3:52     |  |

| Lado D |                     |          |  |
| N.º    | Título              | Duración |  |
| 1.     | «Dream on»          | 3:41     |  |
| 2.     | «People Are People» | 3:46     |  |
| 3.     | «Martyr»            | 3:25     |  |

Disco 3
| Lado E |                       |          |  |
| N.º    | Título                | Duración |  |
| 1.     | «Walking in My Shoes» | 5:00     |  |
| 2.     | «I Feel You»          | 4:35     |  |
| 3.     | «Precious»            | 4:09     |  |

| Lado F |                           |          |  |
| N.º    | Título                    | Duración |  |
| 1.     | «Master and Servant»      | 3:49     |  |
| 2.     | «New Life»                | 3:46     |  |
| 3.     | «Never Let Me Down Again» | 4:18     |  |

### Edición digital
La edición descargable del disco fue el segundo material de Depeche Mode disponible así tras del álbum Playing the Angel.
Esta contiene adicionalmente un miniálbum digital con cinco remezclas de temas correspondientes a la colección, solo a través de iTunes.

| Pistas adicionales en iTunes |                                                             |          |  |
| N.º                          | Título                                                      | Duración |  |
| 19.                          | «Personal Jesus» (Boys Noize Rework)                        | 6:53     |  |
| 20.                          | «Never Let Me Down Again» (Digitalism Remix)                | 4:40     |  |
| 21.                          | «Everything Counts» (Oliver Huntemann & Stephan Bodzin Dub) | 6:53     |  |
| 22.                          | «People Are People» (Underground Resistance Mix)            | 7:22     |  |
| 23.                          | «Personal Jesus» (Heartthrob Rework 2)                      | 5:13     |  |

En Francia se vendió una tarjeta para bajar desde Internet la colección con cinco remezclas exclusivas para ese país, además del Electronic Press Kit The Best of.

| Pistas adicionales en la edición digital francesa |                                                       |          |  |
| N.º                                               | Título                                                | Duración |  |
| 19.                                               | «Enjoy the Silence» (Ewan Pearson Remix – Radio Edit) |          |  |
| 20.                                               | «John the Revelator» (UNKLE Dub)                      |          |  |
| 21.                                               | «Precious» (Calderone & Quayle Damaged Club Mix)      |          |  |
| 22.                                               | «World in My Eyes» (Cicada Remix)                     |          |  |
| 23.                                               | «Mercy in You» (The BRAT Mix)                         |          |  |

## Sencillo
- Martyr

Es un tema producido por Ben Hillier que originalmente no se incluyó en el álbum Playing the Angel.
Se publicó solo en Europa.

## Créditos
Depeche Mode - Martin Gore, Andrew Fletcher y David Gahan; Vince Clarke fue miembro únicamente durante 1981 por lo que participó solo en Just Can't Get Enough y en New Life, que además son de su autoría; Alan Wilder fue miembro de 1982 a 1995, por lo que participó solo en los temas de ese período. Suffer Well fue compuesta por David Gahan, Christian Eigner y Andrew Phillpott. Todas las demás canciones fueron compuestas por Martin Gore.
Los temas Just Can't Get Enough y New Life aparecieron originalmente en el álbum Speak & Spell de 1981, See You apareció originalmente en el álbum A Broken Frame de 1982. Fueron producidos por Depeche Mode y Daniel Miller.
El tema Everything Counts apareció originalmente en el álbum Construction Time Again de 1983; People Are People y Master and Servant aparecieron originalmente en el álbum Some Great Reward de 1984; Shake the Disease apareció originalmente en los discos The Singles 81-85 y Catching Up With Depeche Mode de 1985. Fueron producidos por Depeche Mode, Daniel Miller y Gareth Jones.
Los tema Strangelove y Never Let Me Down Again aparecieron originalmente en el álbum Music for the Masses de 1987. Fueron producidos por Depeche Mode, David Bascombe y por Daniel Miller.
Los temas Personal Jesus y Enjoy the Silence aparecieron originalmente en el álbum Violator de 1990; I Feel You y Walking in My Shoes aparecieron originalmente en el álbum Songs of Faith and Devotion de 1993. Fueron producidos por Depeche Mode y Flood.
El tema It's No Good apareció en el álbum Ultra de 1997. Fue producido por Tim Simenon.
El tema Dream on apareció en el álbum Exciter de 2001. Fue producido por Mark Bell.
Los temas Precious y Suffer Well aparecieron originalmente en el álbum Playing the Angel de 2005. Fueron producidos por Ben Hillier.
El tema Martyr, producido también por Hillier, es cantado por David Gahan y fue dado a conocer en esta colección.
Créditos del DVD
Clive Richardson - Dirección de los videos de Just Can't Get Enough, Everything Counts, People Are People y Master and Servant.
Peter Care - Dirección de los videos de Shake the Disease y Stripped.
Anton Corbijn - Dirección de los videos de A Question of Time, Strangelove, Never Let Me Down Again, Behind the Wheel, Personal Jesus, Enjoy the Silence, I Feel You, Walking in My Shoes, In Your Room, Barrel of a Gun, It's No Good y Suffer Well.
Brian Griffin - Dirección del video de Only When I Lose Myself.
Stephane Sednaoui - Dirección del video de Dream on.
John Hillcoat - Dirección del video de I Feel Loved.
Uwe Flade - Dirección de los videos de Enjoy the Silence 04 y Precious.
Depeche Mode: David Gahan, Martin Gore y Andrew Fletcher. Alan Wilder fue miembro del grupo de 1982 a 1995, por lo que aparece solamente en los videos de Everything Counts a In Your Room. Por su parte, Vince Clarke fue miembro solo en 1981 y aparece únicamente en el video de Just Can't Get Enough.

## The Best of Remixes
Para promocionar la colección en Europa, Mute Records publicó el CD The Best of Remixes, con ocho remezclas, la cual fue una edición puramente promocional y no estuvo de venta general al público.

| The Best of Remixes |                                                             |          |  |
| N.º                 | Título                                                      | Duración |  |
| 1.                  | «Personal Jesus» (Boys Noize Rework)                        | 6:53     |  |
| 2.                  | «Never Let Me Down Again» (Digitalism Remix)                | 4:36     |  |
| 3.                  | «Everything Counts» (Oliver Huntemann & Stephan Bodzin Dub) | 6:52     |  |
| 4.                  | «People Are People» (Underground Resistance Remix)          | 7:20     |  |
| 5.                  | «Everything Counts» (Troy Pierce Unofficial Business Mix)   | 5:58     |  |
| 6.                  | «Personal Jesus» (Hearththrob Rework 2)                     | 5:13     |  |
| 7.                  | «The Sinner in Me» (Ricardo Villalobos Cónclave Remix)      | 12:59    |  |
| 8.                  | «Personal Jesus» (Timo Mass Remix)                          | 7:53     |  |

## Datos
- En un principio, Martyr se anunció con el título de Martyr for Love.
- El tema Martyr nunca llegó a ser interpretado en concierto por DM.
- No aparece ningún tema cantado por Martin Gore, ni en el disco ni en el DVD.
- En el disco de audio aparecen canciones de todos los álbumes de Depeche Mode excepto de Black Celebration, que como paradoja es considerado por muchos uno de los mejores trabajos del grupo. En el DVD aparecen videos de todos sus discos excepto de A Broken Frame.
- Por el contrario, la canción Shake the Disease también fue sencillo de una compilación de sencillos, The Singles 81-85 de 1985. En el caso del DVD, Only When I Lose Myself y Enjoy the Silence 04 también corresponden no a álbumes sino a colecciones, The Singles 86>98 de 1998 y Remixes 81··04 del 2004.
- La colección de videos del DVD empieza y acaba con canciones no compuestas por Martin Gore.
- La imagen de la rosa en la portada en realidad fue tomada del vídeo de I Feel Loved, en donde aparece hacia y hasta la conclusión.
- Es el segundo disco de Depeche Mode en el que en portada aparece una rosa después de Violator (1990).
- El video de People Are People no es el mismo que apareció originalmente en Some Great Videos de 1985 y 1998. Hasta The Best of se incluyó por primera vez el video regular en un material de venta al público.

Planteada a grandes rasgos como colección de "Lo Mejor de", esta es en realidad una reunión de los temas de Depeche Mode mejor colocados en listas de éxitos; esto es, las que se pueden considerar sus canciones más comerciales. Desde luego, el detalle en ningún modo denuesta la calidad que los temas puedan tener, solo habla de la intervención que la disquera pueda actualmente ejercer sobre el catálogo de Depeche Mode, después de todo el sello Mute Records fue adquirido en 2004 por la multinacional EMI.
Así, la colección The Best of, el disco, no tiene forzosamente el mismo espíritu de las anteriores recopilaciones de Depeche Mode, sino que más bien hace una selección de las mejor vendidas. Prueba evidente de ello es que del álbum Black Celebration de 1986, uno de los más respetados por la crítica pero al mismo tiempo de muy bajas ventas, no aparece ningún tema.
Sin embargo, en el DVD The Best of Videos la selección es distinta y además en orden cronológico, quizás para mostrar la gradual evolución natural de los integrantes del grupo, y aquel pareciera más hecho sobre la base de los criterios de los miembros, quienes siempre han descalificado los tres videos del álbum A Broken Frame, y por el contrario contiene el de Stripped, el único tema relativamente exitoso del álbum Black Celebration.
En el DVD es la primera vez que aparecen en formato digital a la venta al público videos de los primeros cinco años en la carrera del Depeche Mode, antes únicamente estaban disponibles en la colección clásica de 1985 Some Great Videos. Por otro lado, es el segundo disco de DM, después de Playing the Angel en 2005, en aparecer en edición normal y edición de lujo con DVD.
Al igual que en Some Great Videos nuevamente quedaron fuera cualquiera de los tres videos del álbum A Broken Frame de 1982; en contraste aparecen videos de todos los demás álbumes de DM y aún de sus recopilaciones. Además, es la primera colección de videos de Depeche Mode en formato digital desde la reedición Videos 86>98 + en 2002, con la cual tiene en común no sólo varios de los videos que aparecen sino también que la mayoría son dirigidos por Anton Corbijn, diseñador de portadas, fotógrafo e incluso director de películas/concierto de Depeche Mode desde 1986.